# (16461) 1990 BO
1990 بي أو (ويعرف أيضًا باسم (16461) 1990 بي أو وفق تسمية الكوكب الصغير) (بالإنجليزية: 1990 BO)‏ هو كويكب ضمن حزام الكويكبات؛ وترتيبه 16461 من حيث الاكتشاف.
اكتُشف هذا الجُرم الفلكي بواسطة هيروشي كانيدا في 21 يناير 1990.

## وصلات خارجية
- (16461) 1990 BO في قاعدة بيانات مختبر الدفع النفاث لأجرام النظام الشمسي الصغيرة

- الاكتشاف · مخطط المدار ·  العناصر المدارية · المعلمات المادية

- (16461) 1990 BO على موقع ويكي سكاي: DSS2, SDSS, GALEX, IRAS, Hydrogen α, X-Ray, Astrophoto, Sky Map, Articles and images